# Topos (literatura)

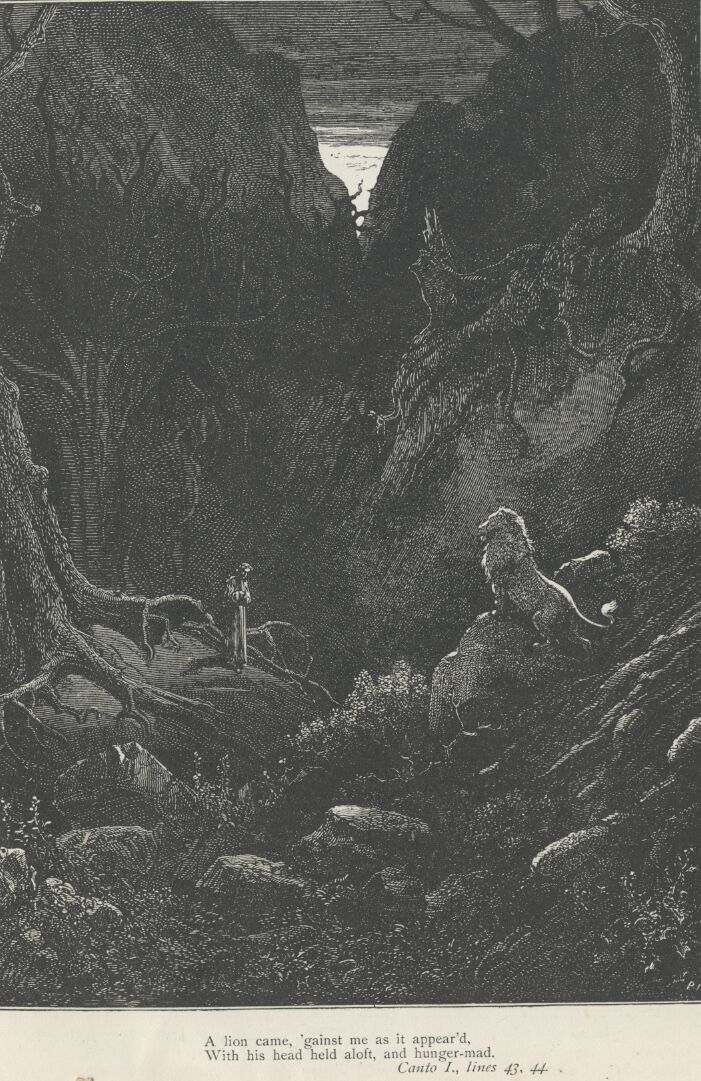
Un topos literario, cuando se produce el encuentro de un héroe con un animal salvaje que le desafía. Aquí Dante se encuentra con un león.

Un topos (del griego τόπος, "lugar", de tópos koinós, "lugar común"; plural, topoi, y en latín locus, de locus communis) se refiere, en el contexto de la retórica griega clásica, a un método normalizado de construir o tratar un tema o argumento para que el orador pueda ganar el apoyo de su audiencia. El topos ha designado gradualmente, por extensión, todos los temas, situaciones, circunstancias o fuentes recurrentes de la literatura.
Un topos convertido en algo banal y repetitivo, llega a ser un "lugar común", también llamado cliché literario o estereotipo. El topos literario designa un motivo particular que se encuentra en diversas obras.
Al término técnico topos literario se le suele traducir indistintamente como "tópico", "línea argumental" o "lugar común" y se ha ampliado este concepto al estudio de los topoi como "lugares comunes" de reelaboraciones de materiales tradicionales, particularmente descripciones de parámetros normalizados. Por ejemplo, de la observación común en el mundo clásico antiguo sobre "todos deben morir" como un topos en la oratoria de consuelo, es decir, cuando alguien se enfrenta a su propia muerte, a menudo se para a reflexionar que los hombres más grandes del pasado también murieron. Un tipo ligeramente diferente de topos puede ser la invocación de la naturaleza (cielo, mar, animales, etc.) para diversos fines retóricos, como el testimonio de un juramento, el regocijo o la alabanza a Dios o la participación en el duelo del orador.

## Algunos ejemplos  de topos
Los topos más conocidos son los que se han encontrado comúnmente en diferentes épocas, culturas y literaturas:
- La profecía y la profecía autocumplida.
- El descenso a los infiernos o catábasis.
- El diluvio (desde la Epopeya de Gilgamesh).
- El elixir de la eterna juventud.
- El idilio.
- El impulso de la muerte, el amor como muerte (Eros y Tánatos).
- El jardín cerrado (hortus conclusus) o abierto.
- El locus amoenus (por ejemplo, el mundo imaginario de la Arcadia) y el locus horridus (como el infierno de Dante).
- El manuscrito encontrado.
- El mundo al revés.
- El viaje de retorno a la patria (véase la Odisea)
- La anagnórisis.
- La captatio benevolentiae (fórmula de modestia).
- La Edad de oro.
- La invocación de los dioses y musas.
- La isla (como espacio representativo del paraíso terrestre).
- La noche peligrosa.
- Los mitos de la creación.

## Topos en las artes plásticas

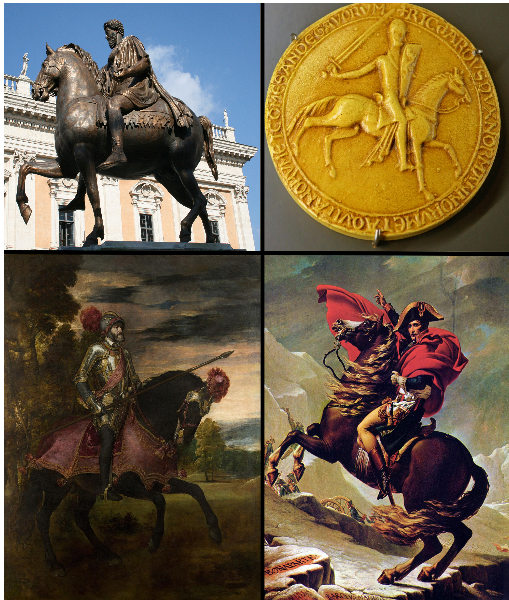
Distintos soberanos retratados a caballo. De izquierda a derecha y de arriba abajo: el emperador romano ̠Marco Aurelio, Ricardo I de Inglaterra, Carlos V de Alemania, Napoleón Bonaparte

También es común entre artistas plásticos, tales como pintores o escultores, la repetición de ciertos temas en sus obras. Algunos de ellos consisten en la representación de topos literarios preexistentes, mientras que otros son propios de estas artes en sí. Por ejemplo, un topos que existió desde tiempos antiguos es la representación del monarca o soberano marchando a caballo.

## Topos en lingüística
Algunos autores utilizan el concepto de topos en semántica para analizar el discurso desde la perspectiva de la argumentación.